# Siarczan srebra(I)
Siarczan srebra(I), nazwa Stocka: siarczan(VI) srebra(I), Ag
2SO
4 – nieorganiczny związek chemiczny z grupy siarczanów, sól kwasu siarkowego i srebra na I stopniu utlenienia.

## Otrzymywanie
Siarczan srebra(I) można otrzymać w reakcji octanu srebra i kwasu siarkowego. Wytrąca się biały osad w postaci siarczanu srebra(I):
2CH
3COOAg + H
2SO
4 → 2CH
3COOH + Ag
2SO
4↓